# Nationales Museum für Zeitgenössische Kunst

Logo des EMST

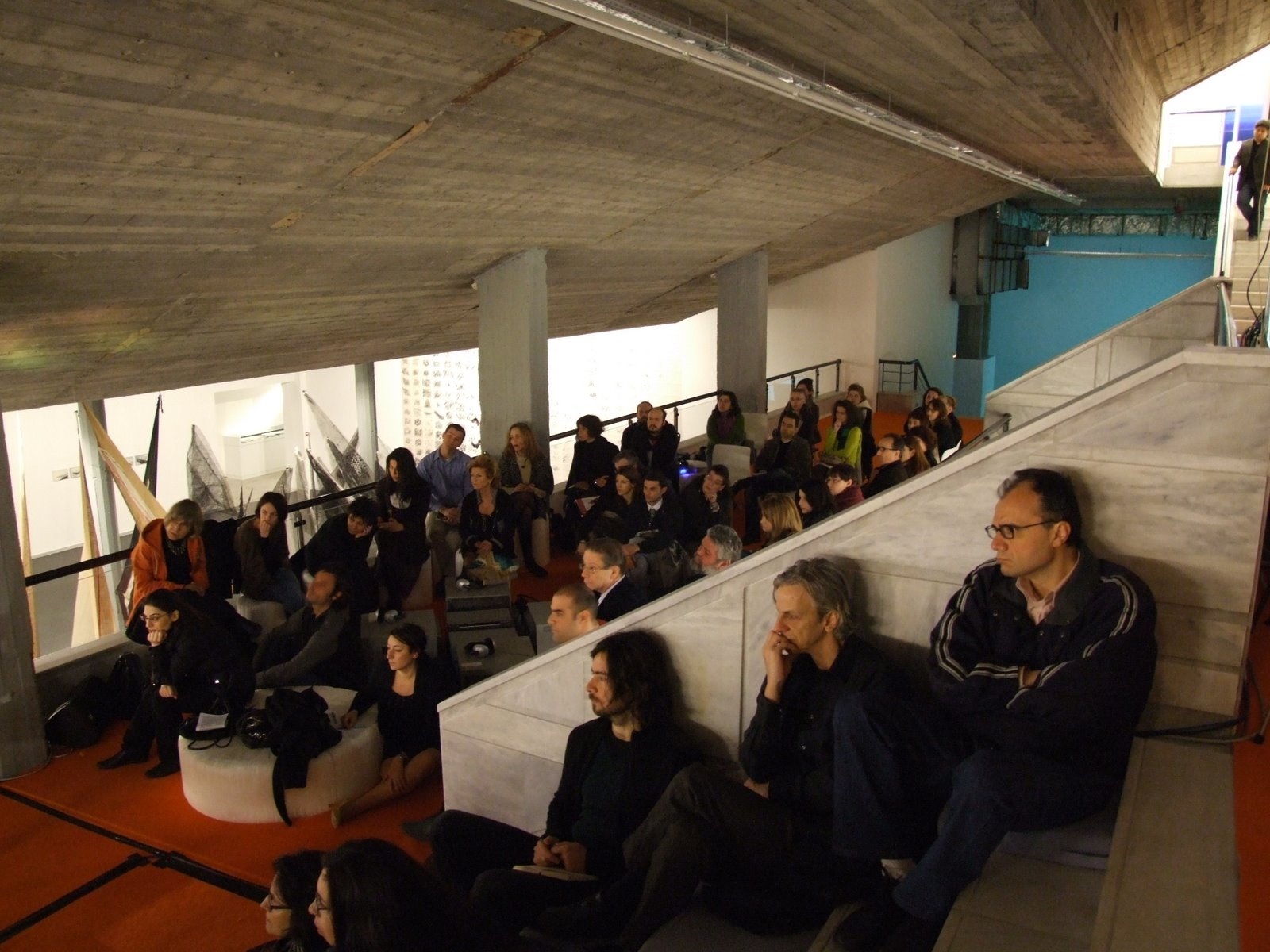
Veranstaltung im EMST

Das Nationale Museum für Zeitgenössische Kunst (EMST; griechisch Εθνικό Μουσείο Σύγχρονης Τέχνης, ΕΜΣΤ; wissenschaftliche Transliteration Ethniko Museio Synchronēs Technēs) ist ein Kunstmuseum in Athen. Das EMST zeigt griechische und internationale Kunst von den späten 1970er Jahren bis heute.

## Geschichte
Athen verfügte mit der Nationalgalerie (Athen), der Kommunalen Galerie Athen und dem privaten Benaki-Museum über drei größere Kunstmuseen, deren Schwerpunkte liegen jedoch in der Kunst der Vergangenheit. 1997 war in Thessaloniki das Staatliche Museum für Zeitgenössische Kunst gegründet worden; die Gründung einer ähnlichen Institution in Athen stand aus. Etwa zur gleichen Zeit hatte in Athen die Betreibergesellschaft der U-Bahn das ehemalige Gebäude der Brauerei Fix erworben, um an dessen Stelle ein Park&Ride-Parkhaus zu errichten. Architekturfreunde hielten das Bauwerk besetzt und forderten stattdessen eine kulturelle Nutzung. Schließlich wurde ein Kompromiss erzielt, die Hälfte wurde abgerissen und ermöglichte den Bau einer Tiefgarage, die andere Hälfte wurde 2000 dem Staat überlassen mit der Bedingung der kulturellen Nutzung. Ab 2003 wurden Ausstellungen des neuen Nationalen Museum für Zeitgenössische Kunst in der Ruine gezeigt, von 2007 bis 2013 wurde das Gebäude saniert und zum Museum ausgebaut. Interimsweise war es bis 2014 im Gebäude des Athener Odeons untergebracht.
2017 war das EMST Hauptausstellungsort der documenta 14 in Athen.